# Villers-le-Sec (Aisne)
Villers-le-Sec ist eine französische Gemeinde mit 256 Einwohnern (Stand: 1. Januar 2022) im Département Aisne in der Region Hauts-de-France. Sie gehört zum Arrondissement Saint-Quentin, zum Kanton Ribemont und zum Gemeindeverband Val de l’Oise.

## Lage
Die Gemeinde Villers-le-Sec liegt am Westrand der Landschaft Thiérache, 18 Kilometer südöstlich von Saint-Quentin. Nachbargemeinden von Villers-le-Sec sind Pleine-Selve im Nordosten, La Ferté-Chevresis im Osten und Südosten, Surfontaine im Süden sowie Ribemont im Westen und Nordwesten. Im Gemeindegebiet von Villers-le-Sec stehen vier Windkraftanlagen als Teil eines interkommunalen Windparks.

## Bevölkerungsentwicklung
| Jahr                       | 1962 | 1968 | 1975 | 1982 | 1990 | 1999 | 2007 | 2015 | 2022 |
| Einwohner                  | 296  | 262  | 270  | 227  | 237  | 236  | 263  | 289  | 256  |
| Quellen: Cassini und INSEE |      |      |      |      |      |      |      |      |      |

## Sehenswürdigkeiten
- Église de la Nativité-de-la-Sainte-Vierge (Kirche der Geburt der Heiligen Jungfrau)
- Schloss

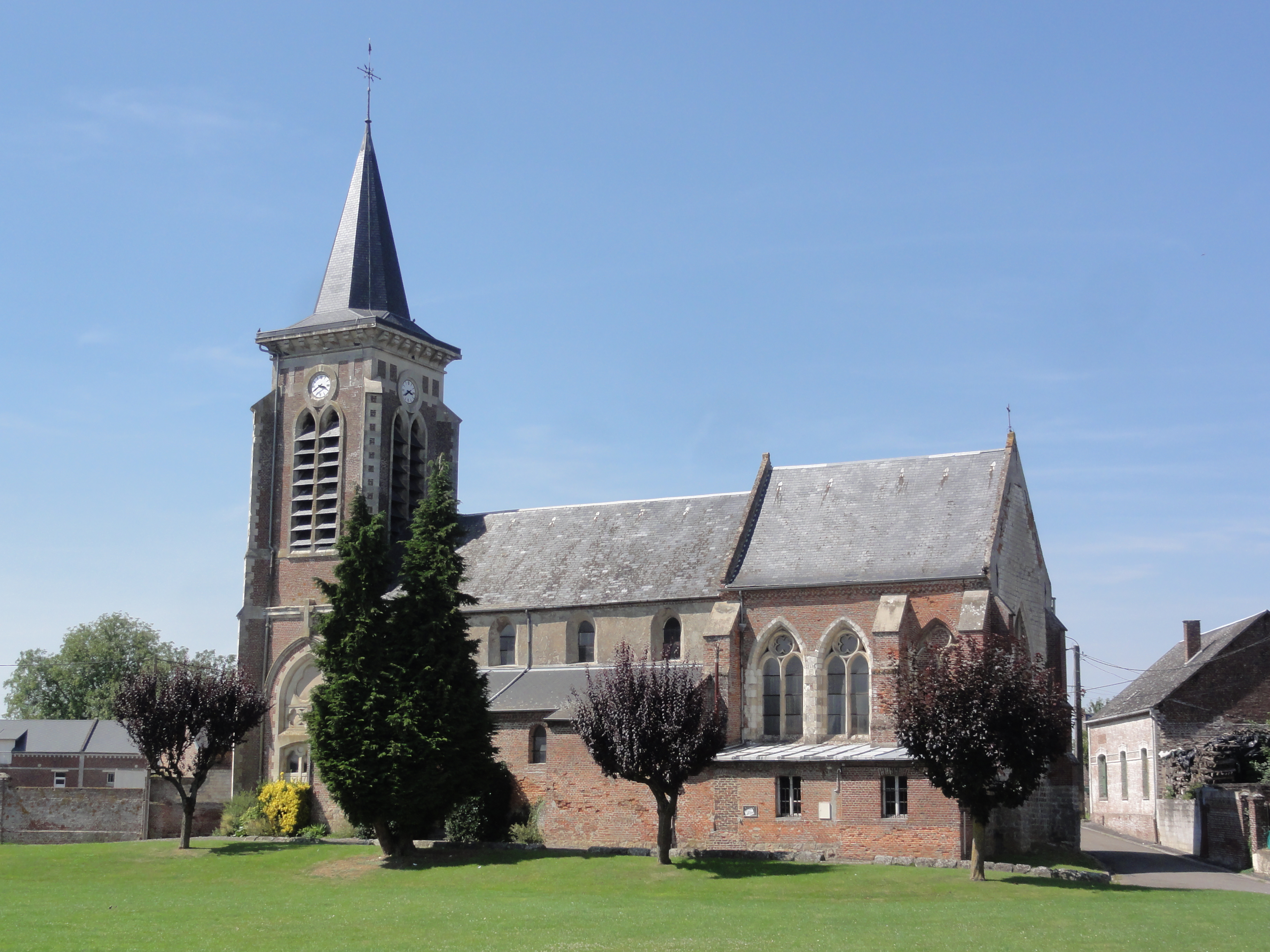
Kirche Nativité-de-la-Sainte-Vierge
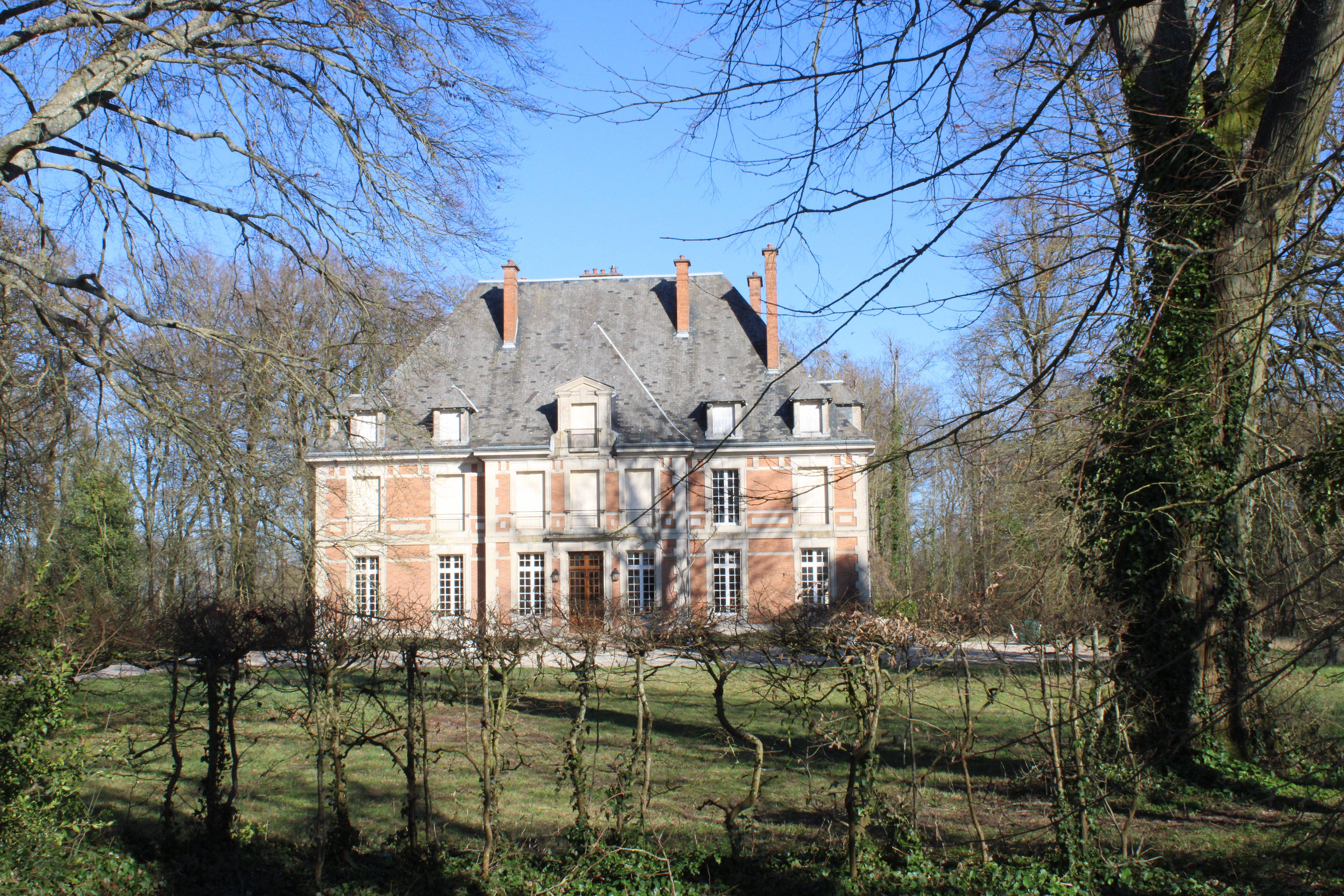
Schloss
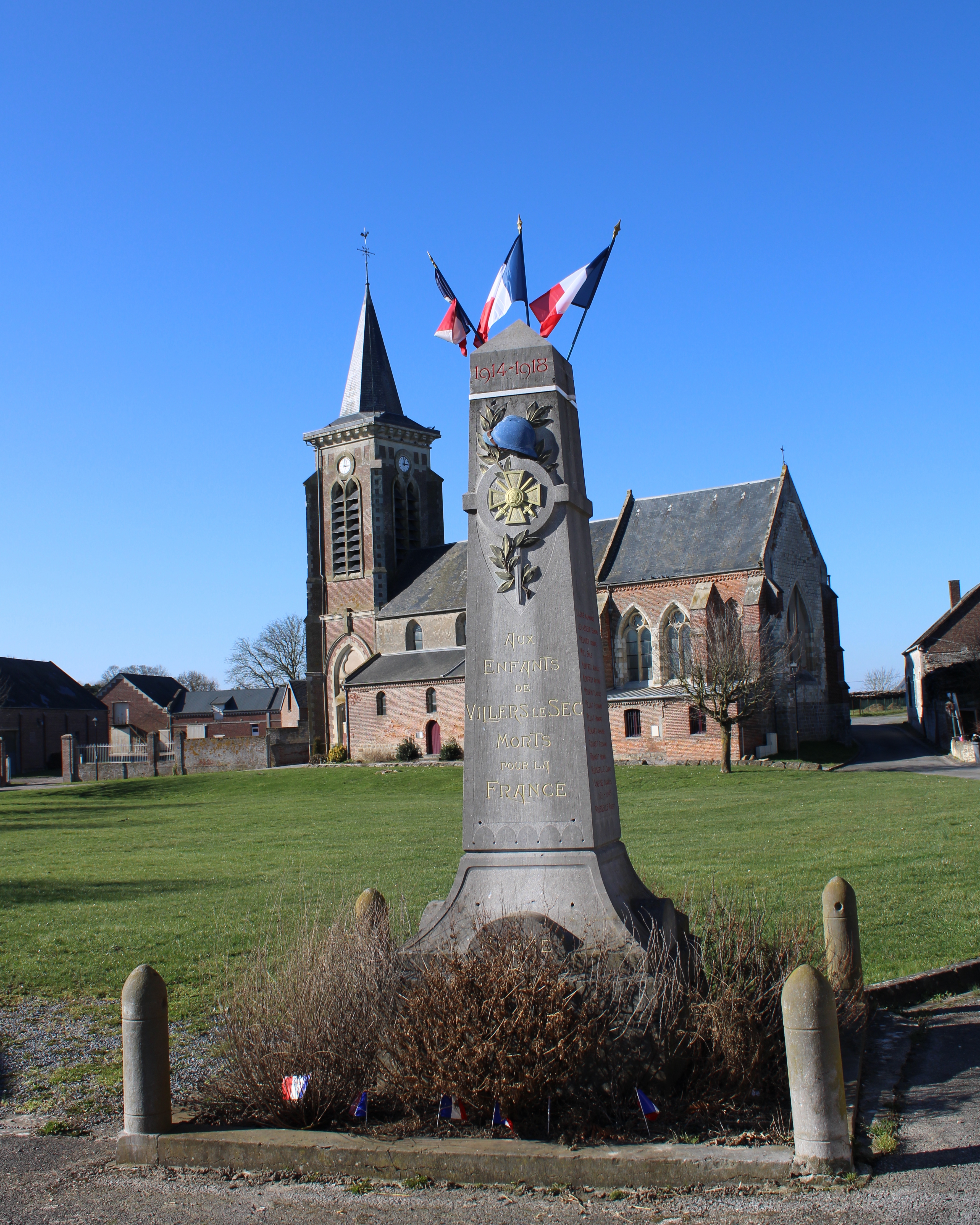
Gefallenendenkmal